# Ancepitilobus howensis
Genre
Espèce
Ancepitilobus howensis, unique représentant du genre Ancepitilobus, est une espèce d'araignées aranéomorphes de la famille des Salticidae.

## Distribution
Cette espèce est endémique de l'île Lord Howe à l'Est de la Nouvelle-Galles du Sud en Australie.

## Description
La carapace du mâle holotype mesure 2,35 mm de long sur 1,61 mm et l'abdomen 2,48 mm de long et la carapace de la femelle paratype mesure 2,35 mm de long sur 1,73 mm et l'abdomen 2,91 mm de long.

## Étymologie
Son nom d'espèce, composé de how[e] et du suffixe latin -ensis, « qui vit dans, qui habite », lui a été donné en référence au lieu de sa découverte, l'île Lord Howe.

## Publication originale
- Richardson, 2016 : New genera, new species and redescriptions of Australian jumping spiders (Araneae: Salticidae). Zootaxa, no 4114 (5), p. 501-560.